# 伍并亚·温撒
伍并亚·温撒（1929年10月10日—2002年10月18日），傣族，云南瑞丽人，上座部佛教高僧，中国人民政治协商会议第六、七、八、九届全国委员会委员。

## 生平
1929年，伍并亚·温撒生于勐卯姐东村（今属勐卯镇），1938年入姐东奘寺为僧，1951年受具足戒、晋升为比丘。1964年出走缅甸，到芒秀奘寺做住持，1981年作为缅甸掸邦木姐、姐南地区佛教界代表出席于缅甸首都仰光召开的全缅佛教会议，并任该地区佛教界负责人之一，辖70余所佛寺，曾是缅甸僧侣委员会的12名委员之一。1982年应邀主持姐勒金塔开光仪式。1983年4月，伍并亚·温撒返回中国，任喊沙奘寺住持。此后历任全国政协第六、七、八、九届委员，中国佛教协会理事、副会长、咨议委员会副主席，云南省佛教协会副会长，德宏傣族景颇族自治州佛教协会副会长、会长、名誉会长，瑞丽市佛教协会会长等职务。2002年10月18日，伍并亚·温撒因医治无效，在喊沙奘寺圆寂。同年12月举行追思法会，云南省佛教三大部派275位高僧为伍并亚诵经超度，数万群众为其送行。:568